# Trophy Club
Trophy Club è un comune (town) degli Stati Uniti d'America situato tra le contee di Denton e Tarrant nello Stato del Texas. La popolazione era di 8.024 abitanti al censimento del 2010. È un ricco sobborgo settentrionale della Dallas-Fort Worth Metroplex. È la prima comunità pianificata in anteprima nel Texas, costruita attorno all'unico campo da golf progettato da Ben Hogan. Il Trophy Club Country Club dispone di due campi da golf a 18 buche. I residenti del Trophy Club godono di miglia di percorsi pianificati, belle mediane e oltre 1.000 acri di parchi. È stato più volte riconosciuto da D Magazine come uno dei posti migliori in cui vivere nella Dallas-Fort Worth.

## Geografia fisica
Trophy Club è situata a 33°00′02″N 97°11′35″W (33.000507, −97.193181).
Secondo lo United States Census Bureau, la città ha una superficie totale di 10,31 km², dei quali 10,22 km² di territorio e 0,09 km² di acque interne (0,85% del totale).

## Storia
La comunità fu sviluppata nel 1973 dagli sviluppatori Johnson e Loggins, che crearono la comunità come sviluppo abitativo che circonda il country club. La città prese il nome dal piano originale che il country club avrebbe ospitato le collezioni trofeo della leggenda del golf Ben Hogan, che progettò il suo campo da golf. Originariamente parte di Westlake, la città fu incorporata nel 1985.

## Società

### Evoluzione demografica
Secondo il censimento del 2010, la popolazione era di 8.024 abitanti.

### Etnie e minoranze straniere
Secondo il censimento del 2010, la composizione etnica della città era formata dal 91,33% di bianchi, l'1,88% di afroamericani, lo 0,5% di nativi americani, il 3,53% di asiatici, lo 0,02% di oceanici, l'1,33% di altre razze, e l'1,41% di due o più etnie. Ispanici o latinos di qualunque razza erano il 6,36% della popolazione.